# Teateråret 1870

## Årets uppsättningar

### Februari
- 19 februari - Augusta Braunerhjelms pjäs Kusinerna har urpremiär på Dramaten i Stockholm [1].

### September
- 13 september - I Rom av August Strindberg spelas på Dramaten [2]..

## Födda
- 10 februari – Alessandro Bonci (död 1940), italiensk operasångare (tenor).
- 9 april – Albrecht Schmidt (död 1945), dansk skådespelare, regissör och teaterchef.
- 24 maj – Gunnar Klintberg (död 1936), svensk skådespelare, regissör och manusförfattare.
- 26 maj – Georgina Barcklind (död 1947), svensk skådespelare.
- 11 september – Nils Kjær (död 1924), norsk diktare och litteraturkritiker.
- 14 december – Anton Salmson (död 1926), svensk operasångare, skådespelare och teaterledare.

### Fotnoter
1. ↑  ”Dramawebben”. Arkiverad från originalet den 22 februari 2012. https://web.archive.org/web/20120222194110/http://www.dramawebben.se/pjas/kusinerna. Läst 23 mars 2011.
2. ↑  ”Dramawebben”. Arkiverad från originalet den 22 februari 2012. https://web.archive.org/web/20120222153703/http://www.dramawebben.se/pjas/i-rom. Läst 23 mars 2011.